# Штыпель, Аркадий Моисеевич
Арка́дий Моисе́евич Шты́пель (14 марта 1944, Каттакурган, Самаркандская область — 23 октября 2024, Одесса) — советский и российский поэт, переводчик, критик.

## Биография
Детство и юность провёл в Днепропетровске. В 1965 году был исключен из Днепропетровского государственного университета (ДГУ) по обвинению в попытке написать и распространить литературный манифест, направленный против социалистического реализма. Попутно с этим А. Штыпель был обвинён в очернительстве советской идеологии и украинском национализме. После службы в армии закончил учёбу заочно и получил диплом физика-теоретика. 
Житель Москвы с 1968 года. Работал инженером-акустиком, радиологом, учителем математики, монтажником-наладчиком, фотографом, сторожем. 
В начале 90-х годов был частным предпринимателем «челночной» торговли, с бригадой челноков ездил в Китай. Занимался в «Лаборатории первой книги» при Московской писательской организации, которой руководила Ольга Чугай. 
За месяц до вторжения России в Украину в 2022 году переехал в Одессу, где и умер 23 октября 2024 года.

## Творчество
Первая публикация — в 1989 году в антологии поэтического андерграунда «Граждане ночи». А. Штыпель — постоянный автор раздела поэзии в журнале «Арион». Победитель первого украинского поэтического слэма в рамках фестиваля «Киевские Лавры» (Киев, 19 мая 2006 года ) и других аналогичных турниров . Первая книга вышла в 58 лет.
Публиковал переводы английской поэзии на русский язык, в том числе сонеты Шекспира, стихотворения Дилана Томаса. Выпустил также книгу переводов классической русской поэзии (от Пушкина до Набокова) на украинский язык — интересную, отчасти игровую попытку воссоздать возможного украинского поэта пушкинской и послепушкинской поры.

## Критика
Прежде всего, стихи Штыпеля ясны. Это не значит, что они элементарны, скорее напротив. Но ощущение ясности стиха — это, как мне кажется, главное, что остается после чтения книги. Ясность — вещь довольно загадочная, вообще-то. Она в первую очередь связывается со строгой мыслью и визуальной геометрией природы. Например, с Евклидом, с прямым классическим пространством, с отчетливостью и однозначностью ощущений. Поэт ничего не хочет затушевать, затемнить — совсем наоборот, он проясняет и выправляет неизбежные вывихи восприятия. Природа — проста в своих основах, а человек, отгораживаясь от неё множеством собственных заранее придуманных схем, её не видит — и потому полагает и сложной, и запутанной. Штыпель — простодушен, но зорок. А эти качества друг другу вообще-то противоречат. Простодушный примет на веру то, что зоркий видит насквозь. Значит, вывод один: Штыпель видит не так, как мы, и принимает на веру только то, что видит сам. — Владимир Губайловский, «Русский журнал» 

## Публикации

### Книги
- Аркадий Штыпель В гостях у Евклида: Стихотворения. — М.: Журнал поэзии «Арион», 2002. — 96 c. — (Голоса: Книжная серия журнала поэзии «Арион»). — ISBN 5-901820-02-9.
- Аркадий Штыпель Стихи для голоса: Вторая книга. — М.: АРГО-РИСК; Книжное обозрение, 2007. — 104 с. — (Книжный проект журнала «Воздух», вып. 25.) — ISBN 5-86856-138-4.
- Аркадий Штыпель На уровне дыхания: Стихотворения. — СПб.: Алетейя, 2009. — 184 с.
- Аркадий Штыпель. Вот слова. — М.: Русский Гулливер, 2011. — 124 с. — (Поэтическая серия "Русского Гулливера"). — ISBN 978-5-91627-056-3.
- Аркадий Штыпель. Ибо небо. — М.: ОГИ, 2014. — 80 с. — (Поэтическая серия "Русского Гулливера"). — ISBN 978-5-94282-751-9.
- Аркадий Штыпель. Однотомник. — М.: Б.С.Г.- Пресс, 2019. — 304 с. — 1000 экз. — ISBN 978-5-93381-402-3.

### В коллективных сборниках
- Граждане ночи: Неизвестная Россия. Том 1. — М.: СП «Вся Москва», 1990.
- Альманах литературного клуба «Авторник». Сезон 2001/2002 г., вып.3 (7). C. 34—38. — М.: АРГО-РИСК; Тверь: Колонна, 2002. ISBN 5-94128-064-5
- Пять фрагментов; Типа хокку // Альманах литературного клуба «Авторник». Сезон 2002/2003 г., вып. 1 (9). C. 45—47. — М.: АРГО-РИСК; Тверь: Колонна, 2003. ISBN 5-94128-072-6
- Дилан Томас. Перевод с английского Аркадия Штыпеля // Альманах литературного клуба «Авторник». Сезон 2002/2003 г., вып. 2 (10). С. 30—34. — М.: АРГО-РИСК; Тверь: Колонна, 2003. ISBN 5-94128-078-5.